# Serie A Gold 2023-2024 (pallamano maschile)
La Serie A Gold 2023-2024 è stata la 55ª edizione del torneo di Serie A del campionato italiano di pallamano maschile, svoltasi dal 2 settembre 2023 al 3 giugno 2024.
A vincere la competizione è stata la Sidea Group Junior Fasano, per la quinta volta nella sua storia e confermandosi campione dopo la stagione precedente. Nella serie finale ha sconfitto il Brixen per 2-1.

## Stagione

### Iscrizioni e ufficialità
Il 17 maggio 2023 viene pubblicato il Vademecum ufficiale per la stagione sportiva 2023-2024.
Il 23 giugno è ufficiale la rinuncia all'iscrizione in massima serie dell'Handball Club Fondi.
Il 30 giugno a seguito del Consiglio Federale, vengono ufficializzate le compagini che prendono parte al campionato: a sostituire il Fondi sarà la Pallamano Trieste, che tramite una wild card ritorna in massima serie dopo un anno.

### Calendario e orari di gioco
Il 28 luglio viene pubblicato il calendario 2023-24. L'inizio della regular season è il 9 settembre, il termine il 4 maggio 2023. Dal 18 maggio al 3 giugno sono previsti semifinali e finali di playoff Scudetto e playout retrocessione. Le gare sono previste il sabato pomeriggio.

### Diritti televisivi
La copertura streaming di tutte le partite di campionato viene garantita sulla piattaforma PallamanoTV, in collaborazione con YouTube.

## Formula del torneo

### Stagione regolare
Il campionato si svolge tra 14 squadre che si affrontarono con la formula del girone unico all'italiana con partite di andata e ritorno.
Per ogni incontro i punti assegnati in classifica sono così determinati:
- due punti per la squadra che vinca l'incontro;
- un punto per il pareggio;
- zero punti per la squadra che perda l'incontro.

Al termine della stagione regolare le prime quattro classificata si qualificano per i playoff scudetto.
Le squadre classificate dal 10º al 13º si qualificano per i playout retrocessione. 
La squadra classificata al 14º posto viene retrocessa.

### Playoff scudetto
Le squadre classificate dal 1º al 4º posto in classifica al termine della fase regolare partecipano ai play-off scudetto, che si disputano con la formula ad eliminazione diretta di semifinali e finale 1º-2º posto al meglio di due gare su tre (la terza gara si disputa nel caso le prime due siano terminate con una vittoria per parte o con due pareggi, a prescindere dai risultati dei singoli incontri). La seconda e terza gara nelle semifinali e nella finale si disputano in casa della squadra meglio classificata al termine della fase regolare

### Playout retrocessione
Le ultime quattro squadre classificate al termine della fase regolare partecipano ai play-out retrocessione, che si disputano con la formula ad eliminazione diretta di semifinali e finale al meglio di due gare su tre (la terza gara si disputa nel caso le prime due siano terminate con una vittoria per parte o con due pareggi, a prescindere dai risultati dei singoli incontri). La seconda e terza gara nelle semifinali e nella finale si disputano in casa della squadra meglio classificata al termine della fase regolare.

### Verdetti
Al termine del campionato a seconda dei risultati ottenuti, vengono emessi i seguenti verdetti:
- Vincitrice dei playoff: viene proclamata campione d'Italia ed acquisisce il diritto a partecipare alla EHF European Cup;
- finalista dei playoff: acquisisce il diritto a partecipare alla EHF European Cup;
- perdente dei playout: retrocede in A Silver;
- ultima classificata: retrocede in A Silver.

## Squadre partecipanti
| Squadra          | Stagione | Città                              | Palasport                    | Stagione precedente    |
| ---------------- | -------- | ---------------------------------- | ---------------------------- | ---------------------- |
| Albatro Siracusa | dettagli | Siracusa                           | PalaAkradina                 | 9º posto               |
| Black Devils     | dettagli | Merano (BZ)                        | Karl Wolf Arena              | 4º posto               |
| Bozen            | dettagli | Bolzano                            | PalaGasteiner                | 8º posto               |
| Brixen           | dettagli | Bressanone (BZ)                    | Raiffeisen Arena             | 3º posto               |
| Carpi            | dettagli | Carpi (MO)                         | PalaVallauri                 | 13º posto              |
| Cassano Magnago  | dettagli | Cassano Magnago (VA)               | PalaTacca                    | 7º posto               |
| Cingoli          | dettagli | Cingoli (MC)                       | PalaQuaresima                | 1º posto in Serie A2/B |
| Conversano       | dettagli | Conversano (BA)                    | Pala San Giacomo             | 2º posto               |
| Eppan            | dettagli | Appiano sulla strada del vino (BZ) | Raiffeisenhalle              | 1º posto in Serie A2/A |
| Junior Fasano    | dettagli | Fasano (BR)                        | Nuovo Palazzetto dello sport | Vincitore              |
| Pressano         | dettagli | Lavis (TN)                         | PaLavis                      | 6º posto               |
| Sassari          | dettagli | Sassari                            | PalaSantoru                  | 2º posto               |
| Secchia Rubiera  | dettagli | Rubiera (RE)                       | PalaBursi                    | 11º posto              |
| Trieste          | dettagli | Trieste                            | PalaChiarbola                | 2º posto in Serie A2/A |

## Risultati
| Andata            | Andata | 1ª/14ª giornata      | Ritorno | Ritorno         |
|                   |        |                      |         |                 |
| 9 settembre 2023  | 29-26  | C. Magnago - Albatro | 30-29   | 7 febbraio 2024 |
| 9 settembre 2023  | 31-31  | Pressano - S.Rubiera | 26-24   | 20 gennaio 2024 |
| 9 settembre 2023  | 26-38  | Eppan - Brixen       | 32-39   | 20 gennaio 2024 |
| 9 settembre 2023  | 25-31  | Trieste - Conversano | 24-29   | 20 gennaio 2024 |
| 27 settembre 2023 | 32-30  | Bozen - Black Devils | 24-24   | 7 febbraio 2024 |
| 9 settembre 2023  | 37-35  | J.Fasano - Cingoli   | 30-27   | 5 marzo 2024    |
| 9 settembre 2023  | 40-23  | Sassari - Carpi      | 37-26   | 20 gennaio 2024 |

| Andata            | Andata | 2ª/15ª giornata        | Ritorno | Ritorno          |
|                   |        |                        |         |                  |
| 16 settembre 2023 | 31-32  | Carpi - J.Fasano       | 24-33   | 27 gennaio 2024  |
| 4 ottobre 2023    | 33-27  | Black Devils - Trieste | 20-21   | 27 gennaio 2024  |
| 16 settembre 2023 | 39-31  | Conversano - Eppan     | 32-33   | 27 gennaio 2024  |
| 16 settembre 2023 | 20-32  | S.Rubiera - C.Magnago  | 18-35   | 27 gennaio 2024  |
| 16 settembre 2023 | 28-22  | Albatro - Sassari      | 18-30   | 14 febbraio 2024 |
| 16 settembre 2023 | 28-30  | Cingoli - Bozen        | 29-37   | 14 febbraio 2024 |
| 2 settembre 2023  | 31-24  | Brixen - Pressano      | 26-20   | 27 gennaio 2024  |

| Andata            | Andata | 3ª/16ª giornata       | Ritorno | Ritorno          |
|                   |        |                       |         |                  |
| 23 settembre 2023 | 25-26  | Pressano - Conversano | 23-30   | 10 febbraio 2024 |
| 23 settembre 2023 | 23-31  | Eppan - Black Devils  | 30-36   | 10 febbraio 2024 |
| 23 settembre 2023 | 39-37  | Trieste - Cingoli     | 20-21   | 10 febbraio 2024 |
| 24 settembre 2023 | 31-26  | Brixen - S.Rubiera    | 34-22   | 10 febbraio 2024 |
| 23 settembre 2023 | 33-25  | Bozen - Carpi         | 31-26   | 10 febbraio 2024 |
| 23 settembre 2023 | 30-27  | J.Fasano - Albatro    | 30-22   | 10 febbraio 2024 |
| 23 settembre 2023 | 29-30  | Sassari - C.Magnago   | 28-26   | 10 febbraio 2024 |

| Andata            | Andata | 4ª/17ª giornata         | Ritorno | Ritorno          |
|                   |        |                         |         |                  |
| 30 settembre 2023 | 32-26  | Carpi - Trieste         | 27-32   | 17 febbraio 2024 |
| 30 settembre 2023 | 31-26  | Black Devils - Pressano | 34-34   | 17 febbraio 2024 |
| 1 ottobre 2023    | 35-33  | C.Magnago - J.Fasano    | 23-32   | 17 febbraio 2024 |
| 30 settembre 2023 | 5-0    | Conversano - Brixen     | 28-37   | 6 marzo 2024     |
| 30 settembre 2023 | 27-31  | S.Rubiera - Sassari     | 25-38   | 17 febbraio 2024 |
| 30 settembre 2023 | 22-23  | Albatro - Bozen         | 27-33   | 17 febbraio 2024 |
| 30 settembre 2023 | 31-30  | Cingoli - Eppan         | 30-36   | 17 febbraio 2024 |

| Andata         | Andata | 5ª/18ª giornata        | Ritorno | Ritorno          |
|                |        |                        |         |                  |
| 7 ottobre 2023 | 26-20  | Conversano - S.Rubiera | 27-26   | 24 febbraio 2024 |
| 7 ottobre 2023 | 28-34  | Pressano - Cingoli     | 36-34   | 24 febbraio 2024 |
| 7 ottobre 2023 | 38-31  | Eppan - Carpi          | 34-35   | 24 febbraio 2024 |
| 7 ottobre 2023 | 29-25  | Trieste- Albatro       | 18-27   | 24 febbraio 2024 |
| 7 ottobre 2023 | 25-22  | Brixen - Black Devils  | 23-24   | 24 febbraio 2024 |
| 7 ottobre 2023 | 29-26  | Bozen - C.Magnago      | 24-28   | 24 febbraio 2024 |
| 7 ottobre 2023 | 34-22  | J.Fasano - Sassari     | 22-22   | 24 febbraio 2024 |

| Andata          | Andata | 6ª/19ª giornata           | Ritorno | Ritorno      |
|                 |        |                           |         |              |
| 14 ottobre 2023 | 30-29  | Carpi - Pressano          | 26-32   | 2 marzo 2024 |
| 14 ottobre 2023 | 30-28  | Black Devils - Conversano | 26-34   | 2 marzo 2024 |
| 14 ottobre 2023 | 31-18  | C.Magnago - Trieste       | 21-26   | 2 marzo 2024 |
| 8 novembre 2023 | 20-26  | S.Rubiera - J.Fasano      | 27-31   | 2 marzo 2024 |
| 14 ottobre 2023 | 37-32  | Albatro - Eppan           | 29-31   | 2 marzo 2024 |
| 14 ottobre 2023 | 34-36  | Cingoli - Brixen          | 31-39   | 2 marzo 2024 |
| 8 novembre 2023 | 26-26  | Sassari - Bozen           | 26-28   | 2 marzo 2024 |

| Andata           | Andata | 7ª/20ª giornata          | Ritorno | Ritorno      |
|                  |        |                          |         |              |
| 21 ottobre 2023  | 26-22  | Black Devils - S.Rubiera | 29-21   | 9 marzo 2024 |
| 21 ottobre 2023  | 40-32  | Conversano - Cingoli     | 32-27   | 9 marzo 2024 |
| 21 ottobre 2023  | 24-25  | Pressano - Albatro       | 24-29   | 9 marzo 2024 |
| 21 ottobre 2023  | 26-25  | Eppan - C.Magnago        | 26-40   | 9 marzo 2024 |
| 21 ottobre 2023  | 30-35  | Trieste - Sassari        | 18-29   | 9 marzo 2024 |
| 25 ottobre 2023  | 38-29  | Brixen - Carpi           | 38-29   | 9 marzo 2024 |
| 15 novembre 2023 | 32-35  | Bozen - J.Fasano         | 31-40   | 9 marzo 2024 |

| Andata           | Andata | 8ª/21ª giornata        | Ritorno | Ritorno       |
|                  |        |                        |         |               |
| 11 novembre 2023 | 32-35  | Carpi - Conversano     | 28-37   | 23 marzo 2024 |
| 11 novembre 2023 | 38-22  | C.Magnago - Pressano   | 33-30   | 23 marzo 2024 |
| 11 novembre 2023 | 29-30  | S.Rubiera - Bozen      | 27-36   | 23 marzo 2024 |
| 11 novembre 2023 | 23-26  | Albatro - Brixen       | 25-34   | 23 marzo 2024 |
| 11 novembre 2023 | 25-31  | Cingoli - Black Devils | 33-34   | 23 marzo 2024 |
| 11 novembre 2023 | 33-28  | J.Fasano - Trieste     | 27-23   | 23 marzo 2024 |
| 11 novembre 2023 | 29-25  | Sassari - Eppan        | 33-28   | 23 marzo 2024 |

| Andata           | Andata | 9ª/22ª giornata      | Ritorno | Ritorno       |
|                  |        |                      |         |               |
| 18 novembre 2023 | 39-36  | Black Devils - Carpi | 29-24   | 6 aprile 2024 |
| 18 novembre 2023 | 31-30  | Conversano - Albatro | 28-30   | 6 aprile 2024 |
| 18 novembre 2023 | 26-31  | Pressano - Sassari   | 31-40   | 7 aprile 2024 |
| 18 novembre 2023 | 26-33  | Eppan - J.Fasano     | 32-36   | 6 aprile 2024 |
| 18 novembre 2023 | 29-35  | Trieste - Bozen      | 28-31   | 6 aprile 2024 |
| 18 novembre 2023 | 31-29  | Cingoli - S.Rubiera  | 41-34   | 6 aprile 2024 |
| 18 novembre 2023 | 32-29  | Brixen - C.Magnago   | 24-30   | 6 aprile 2024 |

| Andata           | Andata | 10ª/23ª giornata       | Ritorno | Ritorno        |
|                  |        |                        |         |                |
| 25 novembre 2023 | 30-39  | Carpi - Cingoli        | 26-34   | 13 aprile 2024 |
| 25 novembre 2023 | 32-30  | C.Magnago - Conversano | 26-34   | 13 aprile 2024 |
| 25 novembre 2023 | 30-24  | S.Rubiera - Trieste    | 27-27   | 13 aprile 2024 |
| 25 novembre 2023 | 24-32  | Albatro - Black Devils | 28-29   | 13 aprile 2024 |
| 25 novembre 2023 | 38-29  | Bozen - Eppan          | 37-29   | 13 aprile 2024 |
| 25 novembre 2023 | 29-21  | J.Fasano - Pressano    | 30-22   | 13 aprile 2024 |
| 25 novembre 2023 | 27-26  | Sassari - Brixen       | 33-43   | 13 aprile 2024 |

| Andata           | Andata | 11ª/24ª giornata         | Ritorno | Ritorno        |
|                  |        |                          |         |                |
| 2 dicembre 2023  | 27-30  | Carpi - S.Rubiera        | 29-30   | 20 aprile 2024 |
| 2 dicembre 2023  | 31-29  | Black Devils - C.Magnago | 24-28   | 20 aprile 2024 |
| 2 dicembre 2023  | 24-24  | Conversano - Sassari     | 32-31   | 20 aprile 2024 |
| 2 dicembre 2023  | 31-33  | Pressano - Bozen         | 32-30   | 20 aprile 2024 |
| 2 dicembre 2023  | 27-26  | Eppan - Trieste          | 32-31   | 20 aprile 2024 |
| 2 dicembre 2023  | 35-39  | Cingoli - Albatro        | 26-31   | 20 aprile 2024 |
| 20 dicembre 2023 | 32-26  | Brixen - J.Fasano        | 30-31   | 20 aprile 2024 |

| Andata          | Andata | 12ª/25ª giornata       | Ritorno | Ritorno        |
|                 |        |                        |         |                |
| 9 dicembre 2023 | 40-26  | C.Magnago - Cingoli    | 35-27   | 27 aprile 2024 |
| 9 dicembre 2023 | 42-31  | Eppan - S.Rubiera      | 37-32   | 27 aprile 2024 |
| 9 dicembre 2023 | 30-27  | Albatro - Carpi        | 28-28   | 27 aprile 2024 |
| 9 dicembre 2023 | 27-23  | Trieste - Pressano     | 26-37   | 27 aprile 2024 |
| 9 dicembre 2023 | 28-29  | Bozen - Brixen         | 39-33   | 27 aprile 2024 |
| 9 dicembre 2023 | 29-26  | J.Fasano - Conversano  | 27-31   | 27 aprile 2024 |
| 9 dicembre 2023 | 15-29  | Sassari - Black Devils | 31-33   | 27 aprile 2024 |

| Andata          | Andata | 13ª/26ª giornata        | Ritorno | Ritorno       |
|                 |        |                         |         |               |
| 16 gennaio 2024 | 25-33  | Carpi - C.Magnago       | 34-37   | 4 maggio 2024 |
| 13 gennaio 2024 | 35-29  | Black Devils - J.Fasano | 27-31   | 4 maggio 2024 |
| 13 gennaio 2024 | 28-22  | Conversano - Bozen      | 33-31   | 4 maggio 2024 |
| 13 gennaio 2024 | 30-30  | Pressano - Eppan        | 36-37   | 4 maggio 2024 |
| 13 gennaio 2024 | 36-30  | S.Rubiera - Albatro     | 23-30   | 4 maggio 2024 |
| 24 gennaio 2024 | 34-33  | Cingoli - Sassari       | 35-45   | 4 maggio 2024 |
| 24 gennaio 2024 | 40-18  | Brixen - Trieste        | 36-28   | 4 maggio 2024 |

## Classifica
Fonte: sito ufficiale FIGH
|       | Pos. | Squadra          | Pt | G  | V  | N | S  | GF  | GS  | D    |
| ----- | ---- | ---------------- | -- | -- | -- | - | -- | --- | --- | ---- |
|       | 1.   | Junior Fasano    | 43 | 26 | 21 | 1 | 4  | 806 | 711 | +95  |
|       | 2.   | Brixen           | 40 | 26 | 20 | 0 | 6  | 818 | 688 | +130 |
|       | 3.   | Conversano       | 39 | 26 | 19 | 1 | 6  | 776 | 701 | +75  |
| [ 8 ] | 4.   | Black Devils     | 38 | 26 | 18 | 2 | 6  | 769 | 703 | +66  |
|       | 5.   | Cassano Magnago  | 36 | 26 | 18 | 0 | 8  | 801 | 703 | +98  |
|       | 6.   | Bozen            | 36 | 26 | 17 | 2 | 7  | 773 | 749 | +54  |
|       | 7.   | Sassari          | 31 | 26 | 14 | 3 | 9  | 787 | 727 | +60  |
|       | 8.   | Albatro Siracusa | 21 | 26 | 10 | 1 | 15 | 718 | 738 | -20  |
|       | 9.   | Eppan            | 21 | 26 | 10 | 1 | 15 | 802 | 865 | -63  |
|       | 10.  | Cingoli          | 16 | 26 | 8  | 0 | 18 | 816 | 877 | -61  |
|       | 11.  | Pressano         | 13 | 26 | 5  | 3 | 18 | 723 | 815 | -72  |
|       | 12.  | Trieste          | 13 | 26 | 6  | 1 | 19 | 668 | 776 | -108 |
|       | 13.  | Secchia Rubiera  | 10 | 26 | 4  | 2 | 20 | 687 | 807 | -120 |
|       | 14.  | Carpi            | 7  | 26 | 3  | 1 | 22 | 740 | 874 | -134 |

Legenda:
  Ammessi ai play-off scudetto o ai play-out.
      Campione d'Italia e qualificata all'European Cup.
      Qualificata all'European Cup.
      Retrocessa in Serie A Silver.

## Spareggi

### Playoff
|  | Semifinali      | Semifinali      | Semifinali      | Semifinali | Semifinali |  |  | Finale          | Finale          | Finale | Finale | Finale |  |
|  |                 |                 |                 |            |            |  |  |                 |                 |        |        |        |  |
|  | 1 Junior Fasano | 1 Junior Fasano | 1 Junior Fasano | 25         | 37         |  |  |                 |                 |        |        |        |  |
|  | 4 Black Devils  | 4 Black Devils  | 4 Black Devils  | 23         | 29         |  |  | 1 Junior Fasano | 1 Junior Fasano | 38     | 34     | 28     |  |
|  | 2 Brixen        | 2 Brixen        | 33              | 34         | 33         |  |  | 2 Brixen        | 2 Brixen        | 46     | 28     | 25     |  |
|  | 3 Conversano    | 3 Conversano    | 36              | 27         | 21         |  |  |                 |                 |        |        |        |  |

#### Semifinali
| Arbitri: | Castagnino Manuele |

|                           |           |             |
| Martini, Milović, Romei 4 | Marcatori | Knežević 10 |

| Arbitri: | Rhim Plotegher |

|            |           |        |
| Knežević 9 | Marcatori | Wolf 7 |

| Arbitri: | Dionisi Maccarone |

|              |           |           |
| Scaramelli 9 | Marcatori | Arcieri 9 |

| Arbitri: | Carrino Pellegrino |

|          |           |         |
| Cañete 9 | Marcatori | Souid 6 |

| Arbitri: | Riello Panetta |

|               |           |                               |
| De Oliveira 9 | Marcatori | Possamai, Scaramelli, Souid 4 |

#### Finale
| Arbitri: | Cardone L. Cardone C. |

|                |           |          |
| De Oliveira 12 | Marcatori | Cunha 11 |

| Arbitri: | Dionisi Maccarone |

|         |           |            |
| Cunha 9 | Marcatori | Sonnerer 9 |

| Arbitri: | Riello Panetta |

|           |           |            |
| Cantore 9 | Marcatori | Sonnerer 7 |

### Playout
|  | Semifinali         | Semifinali         | Semifinali  | Semifinali | Semifinali |  |  | Finale     | Finale     | Finale     | Finale | Finale |  |
|  |                    |                    |             |            |            |  |  |            |            |            |        |        |  |
|  | 10 Cingoli         | 10 Cingoli         | 31          | 30         | 32         |  |  |            |            |            |        |        |  |
|  | 13 Secchia Rubiera | 13 Secchia Rubiera | 33          | 24         | 35         |  |  | 10 Cingoli | 10 Cingoli | 10 Cingoli | 29     | 34     |  |
|  | 11 Pressano        | 11 Pressano        | 11 Pressano | 21         | 28         |  |  | 12 Trieste | 12 Trieste | 12 Trieste | 28     | 28     |  |
|  | 12 Trieste         | 12 Trieste         | 12 Trieste  | 16         | 26         |  |  |            |            |            |        |        |  |

#### Semifinali
| Arbitri: | Fornasier Schiavone |

|         |           |           |
| Kasa 11 | Marcatori | Codina 11 |

| Arbitri: | Riello Panetta |

|           |           |                |
| Codina 11 | Marcatori | Kasa, Strada 7 |

| Arbitri: | Cardone C. Cardone L. |

|          |           |        |
| Codina 9 | Marcatori | Kasa 9 |

| Arbitri: | Simone Monitillo |

|              |           |            |
| Andonovski 4 | Marcatori | D'Antino 7 |

| Arbitri: | Fornasier Schiavone |

|            |           |            |
| Hamouda 11 | Marcatori | Ceccardi 6 |

#### Finale
| Arbitri: | Fato Guarini |

|            |           |                   |
| Ceccardi 8 | Marcatori | Codina, Mangoni 7 |

| Arbitri: | Castagnino Manuele |

|          |           |           |
| Codina 9 | Marcatori | De Luca 7 |

## Allenatori, capitani e primatisti
| Squadra                             | Allenatore                                                       | Capitano             | Capocannoniere (tra parentesi il numero dei gol segnati) |
| ----------------------------------- | ---------------------------------------------------------------- | -------------------- | -------------------------------------------------------- |
| Teamnetwork Albatro Siracusa        | Rodolfo Jung (1ª-5ª) Andrea Cuzzupè (6ª-7ª) Mateo Garralda (8ª-) | Andrea Calvo         | Alex Neméth (136)                                        |
| Alperia Black Devils                | Jürgen Prantner                                                  | Andreas Stricker     | Juan Pablo Cuello (133)                                  |
| SSV Bozen Loacker-Volksbank         | Mario Šporčić                                                    | Dean Turković        | Marko Pandžić (189)                                      |
| SSV Brixen Handball                 | Davor Čutura (1ª-22ª) Michael Niederwieser (23ª-)                | Ardian Iballi        | Tomás Cañete (153)                                       |
| Pallamano Carpi 2019                | Davide Serafini                                                  | Jan Jurina           | Alex Coppola (94)                                        |
| Cassano Magnago HC                  | Matteo Bellotti                                                  | Mattia Dorio         | Alessio Moretti (181)                                    |
| Polisportiva Macagi Cingoli         | Sergio Palazzi                                                   | Diego Strappini      | Aaron Codina (179)                                       |
| Accademia Pallamano Conversano 1973 | Alessandro Tarafino                                              | Jacopo Lupo          | Pablo Marrochi (111)                                     |
| ASV Sparer Eppan                    | Otto Forer                                                       | Jan-Niklas Oberrauch | Gonçalo Cunha (182)                                      |
| Sidea Group Junior Fasano           | Vito Fovio                                                       | Flavio Messina       | Marko Knežević (179)                                     |
| Pallamano Pressano                  | Alain Fadanelli (1ª-12ª) Branko Dumnić (13ª-)                    | Nicola Folgheraiter  | Hatem Hamouda (201)                                      |
| Raimond Ego Handball Sassari        | Zupo                                                             | Bruno Brzić          | Christian Manojlović (164)                               |
| Pallamano Secchia Rubiera           | Alessandro Fusina (1ª-17ª) Marco Morelli (18ª-)                  | Andrea Benci         | Álvaro De la Santa (138)                                 |
| Pallamano Trieste                   | Fredi Radojkovič                                                 | Jan Radojkovič       | Gianluca Dapiran (136)                                   |

## Statistiche

### Squadre

#### Capoliste solitarie
|    | —— | —— | —— | —— | —— | —— | —— | —— | ——  | ——   | ——  | ——  | ——  | ——     | ——     | ——     | ——  | ——     | ——     | ——     | ——        | ——        | ——        | ——        | ——        | —— |  |
|    |    |    |    |    |    |    |    |    | JF  | Boz. |     |     |     | Brixen | Brixen | Brixen |     | Brixen | Brixen | Brixen | J. Fasano | J. Fasano | J. Fasano | J. Fasano | J. Fasano |    |  |
|    |    |    |    |    |    |    |    |    |     |      |     |     |     |        |        |        |     |        |        |        |           |           |           |           |           |    |  |
|    |    |    |    |    |    |    |    |    |     |      |     |     |     |        |        |        |     |        |        |        |           |           |           |           |           |    |  |
| 1ª | 2ª | 3ª | 4ª | 5ª | 6ª | 7ª | 8ª | 9ª | 10ª | 11ª  | 12ª | 13ª | 14ª | 15ª    | 16ª    | 17ª    | 18ª | 19ª    | 20ª    | 21ª    | 22ª       | 23ª       | 24ª       | 25ª       | 26ª       |    |  |

#### Classifica in divenire
|                 | 1ª | 2ª | 3ª | 4ª | 5ª | 6ª  | 7ª | 8ª  | 9ª  | 10ª | 11ª | 12ª | 13ª | 14ª | 15ª | 17ª | 16ª | 18ª | 19ª | 20ª | 21ª | 22ª | 23ª | 24ª | 25ª | 26ª |
| --------------- | -- | -- | -- | -- | -- | --- | -- | --- | --- | --- | --- | --- | --- | --- | --- | --- | --- | --- | --- | --- | --- | --- | --- | --- | --- | --- |
| Albatro         | 0  | 2  | 2  | 2  | 2  | 4   | 6  | 6   | 6   | 6   | 8   | 10  | 10  | 10  | 10  | 10  | 12  | 12  | 14  | 14  | 16  | 16  | 16  | 18  | 19  | 21  |
| Black Devils    | 0  | 0* | 2  | 4  | 6* | 8   | 10 | 12  | 14  | 16  | 18  | 20  | 22  | 22* | 22  | 25* | 26  | 28  | 28  | 30  | 32  | 34  | 36  | 36  | 38  | 38  |
| Bozen           | 0* | 2  | 4  | 8* | 10 | 10* | 10 | 13* | 15  | 17  | 19  | 19  | 19  | 19* | 19* | 22* | 26* | 26  | 28  | 28  | 30  | 32  | 34  | 34  | 36  | 36  |
| Brixen          | 2  | 4  | 6  | 6  | 8  | 10  | 12 | 14  | 16  | 16  | 16* | 20* | 20* | 22  | 26* | 28  | 28* | 28  | 30  | 34* | 36  | 36  | 38  | 38  | 38  | 40  |
| Carpi           | 0  | 0  | 0  | 2  | 2  | 4   | 4  | 4   | 4   | 4   | 4   | 4   | 4   | 4   | 4   | 4   | 4   | 6   | 6   | 6   | 6   | 6   | 6   | 6   | 7   | 7   |
| Cassano Magnago | 2  | 4  | 6  | 8  | 8  | 10  | 10 | 12  | 12  | 14  | 14  | 16  | 18  | 18* | 22  | 22* | 22  | 24  | 24  | 26  | 28  | 30  | 30  | 32  | 34  | 36  |
| Cingoli         | 0  | 0  | 0  | 2  | 4  | 4   | 4  | 4   | 6   | 8   | 8   | 8   | 8   | 8*  | 8   | 12* | 12  | 12  | 12  | 12  | 12  | 14  | 16  | 16  | 16  | 16  |
| Conversano      | 2  | 4  | 6  | 8  | 10 | 10  | 12 | 14  | 16  | 16  | 17  | 17  | 19  | 21  | 21  | 23  | 23  | 25  | 27  | 29  | 31  | 31  | 33  | 35  | 37  | 39  |
| Eppan           | 0  | 0  | 0  | 0  | 2  | 2   | 4  | 4   | 4   | 4   | 6   | 8   | 9   | 9   | 11  | 11  | 13  | 13  | 15  | 15  | 15  | 15  | 15  | 17  | 19  | 21  |
| Junior Fasano   | 2  | 4  | 6  | 6  | 8  | 8*  | 8* | 12* | 16* | 18  | 20  | 20  | 20* | 20  | 22  | 24  | 26  | 27  | 29  | 33* | 35  | 37  | 39  | 41  | 41  | 43  |
| Pressano        | 1  | 1  | 1  | 1  | 1  | 1   | 1  | 1   | 1   | 1   | 1   | 1   | 2   | 4   | 4   | 4   | 5   | 7   | 9   | 9   | 9   | 9   | 9   | 11  | 13  | 13  |
| Sassari         | 2  | 2  | 2  | 4  | 4  | 4*  | 6  | 9*  | 11  | 13  | 14  | 14  | 14  | 16  | 16* | 18  | 22* | 23  | 23  | 25  | 27  | 29  | 29  | 29  | 29  | 31  |
| Secchia Rubiera | 1  | 1  | 1  | 1  | 1  | 1   | 1  | 1   | 1   | 3   | 5   | 5   | 7   | 7   | 7   | 7   | 7   | 7   | 7   | 7   | 7   | 7   | 8   | 10  | 10  | 10  |
| Trieste         | 0  | 0  | 2  | 2  | 4  | 4   | 4  | 4   | 4   | 4   | 4   | 6   | 6   | 6   | 8   | 8   | 10  | 10  | 12  | 12  | 12  | 12  | 13  | 13  | 13  | 13  |

NOTA: l'asterisco indica che l'incontro è stato rinviato o sospeso ed è presente sia in corrispondenza del turno rinviato sia in corrispondenza del turno immediatamente successivo al recupero: esso serve a segnalare che, nella stessa giornata successiva al recupero, la formazione vincente dispone di un punteggio maggiore. L'asterisco non compare con la squadra che esce sconfitta dal recupero (né in corrispondenza del rinvio, né per il recupero stesso), invece è da usare con entrambe le squadre se il recupero termina con un pareggio: in caso di pareggio o vittoria nella partita del recupero, può comportare un incremento potenziale "anomalo" (cioè superiore ai 2 punti) nella giornata seguente dove il punteggio terrà conto di entrambe le partite (quella recuperata nel turno precedente e quella regolarmente giocata nel turno successivo: pareggio-pareggio = 2 punti; pareggio-vittoria o vittoria-pareggio = 3 punti; vittoria-vittoria = 4 punti).

#### Classifiche di rendimento

##### Rendimento andata-ritorno
| Andata       | Andata | Ritorno      | Ritorno |
|              |        |              |         |
| Brixen       | 22     | J.Fasano     | 23      |
| Black Devils | 22     | Conversano   | 20      |
| J.Fasano     | 20     | C.Magnago    | 18      |
| Bozen        | 19     | Brixen       | 18      |
| Conversano   | 19     | Bozen        | 17      |
| C.Magnago    | 18     | Sassari      | 17      |
| Sassari      | 14     | Black Devils | 16      |
| Albatro      | 10     | Eppan        | 12      |
| Cingoli      | 10     | Pressano     | 11      |
| Eppan        | 9      | Albatro      | 9       |
| S.Rubiera    | 7      | Trieste      | 7       |
| Trieste      | 6      | Cingoli      | 6       |
| Carpi        | 4      | S.Rubiera    | 3       |
| Pressano     | 2      | Carpi        | 3       |

##### Rendimento casa-trasferta
| Casa         | Casa | Trasferta    | Trasferta |
|              |      |              |           |
| Brixen       | 26   | Bozen        | 18        |
| J.Fasano     | 26   | J.Fasano     | 17        |
| Conversano   | 25   | Conversano   | 14        |
| Black Devils | 25   | Brixen       | 14        |
| C.Magnago    | 24   | Black Devils | 13        |
| Bozen        | 18   | Sassari      | 13        |
| Sassari      | 18   | C.Magnago    | 12        |
| Eppan        | 16   | Albatro      | 7         |
| Albatro      | 16   | Cingoli      | 6         |
| Trieste      | 13   | Pressano     | 6         |
| Cingoli      | 10   | Eppan        | 5         |
| Carpi        | 7    | S.Rubiera    | 4         |
| Pressano     | 7    | Carpi        | 0         |
| S.Rubiera    | 6    | Trieste      | 0         |

#### Primati stagionali
Squadre
- Maggior numero di vittorie: Junior Fasano (21)
- Maggior numero di pareggi: Sassari, Pressano (3)
- Maggior numero di sconfitte: Carpi (22)
- Minor numero di vittorie: S. Rubiera, Carpi (3)
- Minor numero di pareggi: Brixen, C. Magnago, Cingoli (0)
- Minor numero di sconfitte: Junior Fasano (4)
- Miglior attacco: Brixen (818 gol fatti)
- Peggior attacco: Trieste (668 gol fatti)
- Miglior difesa: Brixen (668 gol subiti)
- Peggior difesa: Carpi (874 gol subiti)
- Miglior differenza reti: Brixen (+130)
- Peggior differenza reti: Carpi (-134)
- Miglior serie positiva: Black Devils (8, 6ª-13ª giornata)
- Peggior serie negativa: Pressano, Carpi (11, 2ª-12ª giornata e 7ª-17ª)

Partite
- Più gol: Sassari-Cingoli 45-35 (80, 26ª giornata)
- Meno gol: Trieste-Black Devils 21-20 (41, 15ª giornata), Cingoli-Trieste 21-20 (16ª giornata)
- Maggior scarto di gol: Brixen-Trieste 40-18 (22, 12ª giornata)
- Maggior numero di reti in una giornata: 463 (26ª giornata)

### Giocatori

#### Classifica marcatori
| Gol |  |  | Giocatore            | Squadra         |
| --- |  |  | -------------------- | --------------- |
| 201 |  |  | Hatem Hamouda        | Pressano        |
| 189 |  |  | Marko Pandžić        | Bozen           |
| 182 |  |  | Gonçalo Cunha        | Eppan           |
| 181 |  |  | Alessio Moretti      | Cassano Magnago |
| 179 |  |  | Aaron Codina         | Cingoli         |
| 179 |  |  | Marko Knežević       | Junior Fasano   |
| 171 |  |  | Erik Udovičić        | Bozen           |
| 164 |  |  | Christian Manojlović | Sassari         |
| 163 |  |  | Mohamed Shehab Alì   | Cingoli         |
| 153 |  |  | Tomás Cañete         | Brixen          |
| 140 |  |  | Davide Pugliese      | Junior Fasano   |
| 138 |  |  | Álvaro De la Santa   | Secchia Rubiera |
| 136 |  |  | Gianluca Dapiran     | Trieste         |
| 136 |  |  | Alex Neméth          | Albatro         |
| 134 |  |  | Filippo Angiolini    | Junior Fasano   |

## Campioni
| Vincitore Serie A Gold 2023-2024    |
| ----------------------------------- |
| Sidea Group Junior Fasano 5º titolo |

### Formazione tipo
| N. | Giocatore           | Ruolo            | Presenza | Reti |
| -- | ------------------- | ---------------- | -------- | ---- |
| 12 | Alessandro Leban    | Portiere         | 31       | 4    |
| 19 | Pablo Cantore       | Ala sinistra     | 30       | 131  |
| 7  | Filippo Angiolini   | Terzino sinistro | 31       | 155  |
| 24 | Marko Knežević      | Centrale         | 31       | 212  |
| 21 | João Cunha          | Terzino destro   | 19       | 120  |
| 11 | Davide Pugliese     | Ala destra       | 31       | 166  |
| 4  | Tobias Torbjörnsson | Pivot            | 31       | 70   |